# Громовка (Херсонская область)
Громовка (укр. Громівка) — село в Новотроицкой поселковой общине Генического района Херсонской области Украины.

## История
В исторических документах первое поселение на этих землях упоминается в 1793 году. Это был татарский аул Айрча. Именно с него в 1863 году и сформировалось село. До 1865 года эти земли принадлежали помещику Петровскому, село возникшее на месте татарского поселения, получило название Петропавловка. С 1869 года оно было переименовано в Громовку. Первыми поселенцами села была безземельная многодетная беднота. Советская власть установлена в селе в 1920 году. Через год был создан комитет бедноты. В 1927 году комитет был изменен на общество общего возделывания земли. 14 сентября 1941 года село было оккупировано немецкими войсками. Освободили населенный пункт 1 ноября 1943 года. В сентябре 1950 года четыре колхоза, которые действовали на территории Громовки, объединились в один — имени Ленина.

## Население
Население по переписи 2001 года составляло 2743 человека. Почтовый индекс — 75352. Телефонный код — 5548. Код КОАТУУ — 6524481501.

## Известные уроженцы
- Тетерятник, Василий Кириллович (1919—1999) — Герой Социалистического Труда.